# Stadio José Alvalade (1956)
Lo Stadio José Alvalade (portoghese: Estádio José Alvalade) è stato uno stadio di calcio di Lisbona, in Portogallo, costruito nel 1956, demolito nel 2003 e sostituito dall'omonimo impianto più moderno.
Stadio di casa dello Sporting Clube de Portugal per 47 anni, è stato in gran parte utilizzato per le partite di calcio, ma anche atletica. È stato progettato dall'architetto Anselmo Fernández, futuro allenatore proprio dello Sporting con cui ha vinto la Coppa delle Coppe 1963-1964.
La prima partita giocata in questo stadio fu Sporting CP-Vasco da Gama, vinta dai brasiliani per 2-3.